# منطقة محرمة (مسلسل)
منطقة محرمة ، هو مسلسل تلفزيوني كويتي، عرض في رمضان 2014 , بطولة الفنانة هدى حسين, إلى جانب حسين المنصور, طيف, باسمة حمادة والعديد من النجوم.

## ملخص القصة
عائلة أرستقراطية مكونة من عبدالله، وسبع سيدات ، لكل منهم شخصية مستقلة ، ويوم خاص مليء بالأحداث والمواقف الاجتماعية، يٌسيطر عبدالله على الجميع ويتحكم في قراراتهن ويرفض دائماً دخول أحد غرفته الخاصة، وعندما يقع حادث سيارة أليم لعبدالله تكتشف زوجته حنان سرا خطيرا يخفيه خلف جدران غرفته.

## أبطال المسلسل
- هدى حسين
- حسين المنصور
- باسمة حمادة
- سحر حسين
- طيف
- احلام حسن
- هنادي الكندري
- شيماء سبت

## تأليف واخراج
الكاتب : محمد النشمي
المخرج : حسن إبراهيم.